# Körpersprache
Körpersprache ist eine Form der nonverbalen Kommunikation, die sich in Form von Gestik, Mimik, Körperhaltung, Habitus und anderen bewussten oder unbewussten Äußerungen des menschlichen Körpers ausdrückt. Die Körpersprache hat einen entscheidenden Einfluss auf die Rezeption (Verständlichkeit) der eigentlichen, gesprochenen Worte/Botschaft sowie die Wirkung der Person auf ihren Gesprächspartner.

## Definitionen
Zur Körpersprache gehören alle Formen der Gestik, Körperhaltung und Körperbewegung – vom Händedruck über Sitzposition und -haltung, Haltung von Armen, Beinen und Füßen, Spiel mit den Händen, Fingern und Gegenständen, Kopfhaltung und die unterschiedlichen Formen der Blickkontakte sowie das Distanzverhalten. Dabei wird zwischen Makro- und Mikroexpressionen (auch Makro- und Mikrosignale) unterschieden. Während erstere mit bloßem Auge erkennbar sind, können die meisten Menschen Mikroexpressionen der Körpersprache nicht bewusst wahrnehmen. Objektiv sind Mikroexpressionen nur mit technischen Hilfsmitteln wie Zeitlupen-Aufnahmen oder Filmwiederholungen sichtbar zu machen.

## Wirkung und Bedeutung
Eine Studie des US-amerikanischen Psychologieprofessors Albert Mehrabian kam zu dem Ergebnis, dass bei inkongruenten Botschaften Worte nur zu 7 % für den Gesamteindruck verantwortlich seien, den ein Mensch auf seinen Gesprächspartner mache. Zu 38 % zähle der Tonfall der Stimme und zu 55 % die Körpersprache. Für eine sinnvolle und effektive Kommunikation müssten alle drei Kommunikationsformen „deckungsgleich“ sein. Oft wird aus Mehrabians Ergebnissen fälschlich eine allgemeingültige Regel („7-38-55-Prozent-Regel“) für die zwischenmenschliche Kommunikation abgeleitet.

## Arten der Körpersprache

### Unbewusste Signale des Körpers

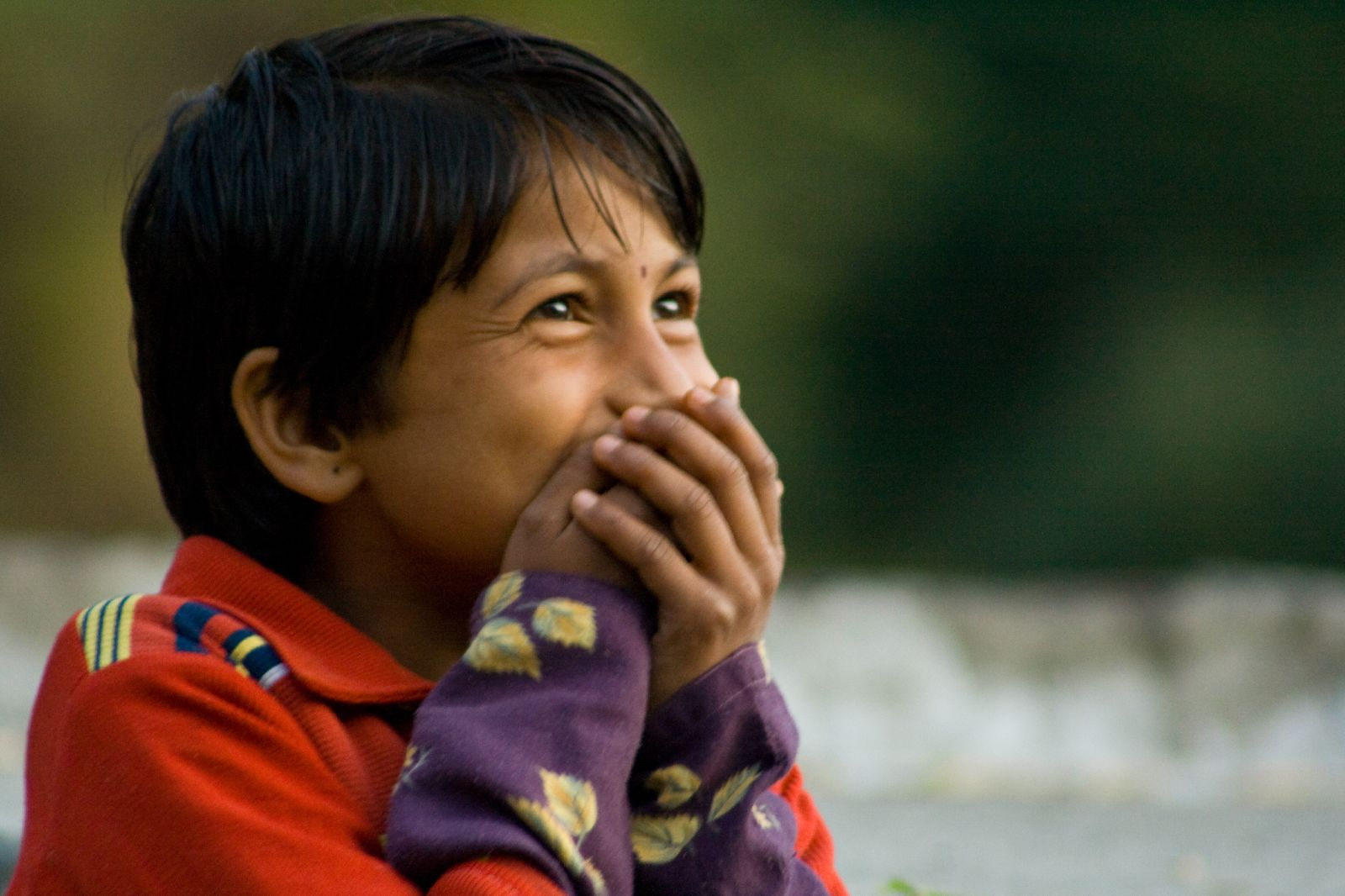
Ein überraschtes Kind

Die meisten Signale der Körpersprache stellen unbewusste Gesten dar, mit denen der Körper auf die Gesprächssituation, die Gefühlswelt oder den Auftritt des Gegenübers reagiert. Bei einer (ehrlich empfundenen) schlechten Neuigkeit, wie etwa einer Kündigung oder der Überbringung einer Todesnachricht, wird es einem Menschen kaum gelingen, seine Betroffenheit nicht auch durch Signale des Gesichtes oder der Körperhaltung zu offenbaren. Gleiches gilt im umgekehrten Fall für freudige Überraschungen. Auch Gefühlszustände wie Angst, Langeweile, Spannung oder Selbstbewusstsein können sich in unbewusster Körpersprache widerspiegeln.

### Bewusste Signale des Körpers
Zu den bewussten Signalen des Körpers zählen angelernte beziehungsweise antrainierte Fähigkeiten, wie Anlächeln, ein gezielter Blick, ein ausdrucksloses „Pokerface“, ein selbstbewusster Händedruck zur Begrüßung, eine aufrechte Körperhaltung z. B. im Bewerbungsgespräch oder Reaktionen wie Kopfschütteln und Nicken. Jeder Mensch kann aus der Eigenbetrachtung seiner Körpersprache oder der Beobachtung der Gestik anderer Menschen Schlüsse ziehen und seine bewusste Körpersprache dadurch beeinflussen.

## Distanzzonen
In der Literatur über Körpersprache ist häufig von Distanzzonen (Proxemik) die Rede, bei deren Einhaltung sich viele Menschen wohl beziehungsweise bei deren Verletzung durch das Gegenüber unwohl fühlen. Die genauen Abstände sind jedoch kulturabhängig. Das bewusste oder unbewusste Einhalten und Verletzen dieser Distanzzonen ist ein Bestandteil der Körpersprache.

## Training für Körpersprache
Der bewusste Einsatz von Elementen der Körpersprache in der nonverbalen Kommunikation sowie das Verstehen der Körpersprache wird in Seminaren unterrichtet. „Körpersprachetrainer“ ist jedoch kein anerkannter Ausbildungsberuf.
Für die Wirksamkeit von Körpersprachetraining für das freie Sprechen von Moderatoren und Rednern gibt es laut Michael Rossié keinen wissenschaftlichen Nachweis. Den könne es auch nicht geben. „Denn wenn es stimmt, dass der Körper nicht lügen kann, ist jedes Training der Körpersprache kontraproduktiv.“
Als prominenter Lehrer für Körpersprache in der Schauspielausbildung gilt der Pantomime Samy Molcho, der am Max-Reinhardt-Seminar in Wien „Körperliche Gestaltung“ unterrichtet. Seine Beschäftigung mit der Körpersprache baut auf persönlichen Erfahrungen auf.

## Adaption in Film und Kunst
- Wahrheitsfindung  und Beurteilung von Aussagen aufgrund von Körpersprache und Mikrosignalen bilden das zentrale Thema in der US-amerikanischen Fernsehserie Lie to Me.
- Mentalisten, wie beispielsweise Thorsten Havener (Ich weiß, was du denkst: Kapitel 2 Der Körper verrät unsere Gedanken) sind genaue Beobachter der körpersprachlichen Makro- und Mikroexpressionen. Durch teilweise provozierende Gespräche mit Personen auf der Bühne sind sie dadurch in der Lage, deren Reaktionen und unbewusstes Verhalten in „Gedankenlesen“ umzusetzen.
- Der Künstler Stephan von Huene rezipierte in seinen Klangkunstwerken körpersprachliche Theorien von Raymond L. Birdwhistell und Albert E. Scheflen; beispielsweise orientiert sich seine Klangskulptur Tisch Tänzer an Körpergesten, die Birdwhistell und Sheflen beschrieben.[6]